# (4782) Gembloux
Pour les articles homonymes, voir Gembloux (homonymie).
(4782) Gembloux est un astéroïde de la ceinture principale découvert le 14 octobre 1980 à l'observatoire de Haute-Provence par les astronomes Henri Debehogne et Léo Houziaux. Sa désignation provisoire était 1980 TH3.
Il doit son nom à la ville de Gembloux en Belgique.